# Кроссплот
Кросспло́т — синоним термина «диаграмма рассеяния», используемый прежде всего в науках о Земле и науках об обществе, чтобы описать специализированную диаграмму, которая сравнивает многократные измерения величин, сделанных в одно время или в одном месте по двум или больше осям. Оси диаграммы обычно линейны, но могут также быть логарифмическими.
Кроссплоты используются для наглядного представления качества адаптации гидродинамических моделей (например, кроссплот расчёт-факт накопленной добычи нефти), для интерпретации геофизических, геохимических и гидрологических данных.